# Stephan Zipfel
Stephan Zipfel (* 10. November 1962 in Karlsruhe) ist ein deutscher Arzt und Psychotherapeut, Essstörungsforscher und Hochschullehrer. Er ist Professor für Psychosomatische Medizin an der Eberhard Karls Universität Tübingen, Ärztlicher Direktor der Abteilung für Psychosomatische Medizin und Psychotherapie und Ärztlicher Direktor des Kompetenzzentrums für Essstörung Tübingen (KOMET) am Universitätsklinikum Tübingen. Außerdem ist er Prodekan der Medizinischen Fakultät Tübingen mit dem Verantwortungsbereich Studium, Lehre und Internationales.

## Leben
Stephan Zipfel studierte Medizin in Heidelberg, Frankfurt am Main und London. Er absolvierte die Weiterbildungen zum Facharzt sowohl für Psychosomatische Medizin und Psychotherapie als auch für Innere Medizin am Universitätsklinikum Heidelberg sowie an der Universität Sydney (Australien). Er habilitierte 2002 an der Universität Heidelberg.
2004 erhielt er den Ruf auf die W3-Professur für Psychosomatik an der Eberhard Karls Universität Tübingen und leitet dort seitdem die Abteilung Psychosomatische Medizin und Psychotherapie an der Medizinischen Universitätsklinik Tübingen.
Er leitet dort ebenfalls das von ihm begründete Kompetenzzentrum für Essstörungen (KOMET) und ist seit 2006 Prodekan der Medizinischen Fakultät für den Bereich Studium, Lehre und Internationales.
Von 2012 bis 2018 war er Vorsitzender des Deutschen Kollegiums für Psychosomatische Medizin (DKPM) sowie Generalsekretär der International Federation of Psychotherapy (IFP). Seit 2023 ist er Co-Sprecher am Standort Tübingen des Deutschen Zentrums für Psychische Gesundheit (DZPG), wo er die Infrastruktur DZPG Academy leitet. Er ist Präsident des International College of Psychosomatic Medicine (ICPM).

## Forschung
Stephan Zipfel forscht vor allem zur Psychobiologie und Psychotherapie der Essstörungen und der Adipositas sowie zu somatoformen und funktionellen Störungen. Weitere Schwerpunkte sind die Psychoonkologie, die Lehrforschung und die psychische Gesundheit von Geflüchteten.
Bereits 2014 entstand aus einer Kooperation zehn deutscher psychosomatischer Universitätskliniken unter der Leitung von Stephan Zipfel vom Universitätsklinikum Tübingen und Wolfgang Herzog vom Universitätsklinikum Heidelberg die weltweit größte Psychotherapiestudie für Anorexiepatientinnen (ANTOP). Diese untersuchte die Wirksamkeit der fokalen psychodynamischen Psychotherapie im Vergleich mit der kognitiv-behavioralen Psychotherapie und der Standardbehandlung.
Zipfel forscht außerdem zu psychotherapeutischen Therapieansätzen für die Binge-Eating-Störung, zum Beispiel zu internetbasierter Selbsthilfe im Vergleich zur Face-to-face-Behandlung (the INTERBED study) und zu einer verhaltenstherapeutischen Gruppenintervention bei impulsivem Essverhalten (IMPULS).
Die Abteilung für Psychosomatische Medizin und Psychotherapie gehört zum Deutschen Zentrum für Psychische Gesundheit (DZPG).
Stephan Zipfel ist Herausgeber der Zeitschriften Frontiers in Psychiatry (Section Psychological Therapy and Psychosomatics), Psychotherapie, Psychosomatik, Medizinische Psychologie und Psychup2date. Er ist im Editorial Board der Zeitschriften Lancet Psychiatry, Psychotherapy and Psychosomatics sowie Nutrients.

## Auszeichnungen
- 2002: Dres. Graute und Graute-Opperman Forschungspreis
- 2014: Heigl-Preis für Psychotherapie (gemeinsam mit Wolfgang Herzog)
- 2017: Christina Barz-Forschungspreis für Essstörungen (gemeinsam mit Katrin Giel)[8]

## Veröffentlichungen (Auswahl)

### Als Herausgeber
- mit Johannes Kruse, Wolf Langewitz, Antonius Schneider, Wolfgang Söllner, Christiane Waller, Kerstin Weidner (Hrsg.): Uexküll Psychosomatische Medizin. Theoretische Modelle und klinische Praxis, 9. Aufl. Elsevier, München 2025.
- mit Johannes Kruse, Paul Janssen, Volker Köllner (Hrsg.): Leitfaden Psychosomatische Medizin und Psychotherapie, 3. Aufl. Deutscher Ärzteverlag, Köln 2025.
- mit Stephan Herpertz, Martina de Zwaan (Hrsg.): Handbuch Essstörungen und Adipositas, 3. Aufl. Springer, Berlin 2022.
- mit Martina de Zwaan, Stephan Herpertz (Hrsg.): Psychosoziale Aspekte der Adipositaschirurgie. Springer, Berlin 2019.
- mit Florian Junne, Jana Denkinger, Jan Ilhan Kizilhan (Hrsg.): Aus der Gewalt des „Islamischen Staates“ nach Baden-Württemberg. Evaluation des Sonderkontingents für besonders schutzbedürftige Frauen und Kinder aus dem Nordirak. Beltz Juventa, Weinheim 2019.
- mit Monique C. Pfaltz, Ulrich Schnyder (eds.): Refugee Mental Health. Frontiers in Psychiatry 2019.

### Als Autor
- mit Sandra Becker, Martin Teufel: Psychotherapie der Adipositas: Interdisziplinäre Diagnostik und differenzielle Therapie. Kohlhammer, Stuttgart 2015.
- mit Hans-Christoph Friederich, Wolfgang Herzog, Beate Wild, Henning Schauenburg: Anorexia nervosa: Fokale psychodynamische Psychotherapie. Hogrefe, Göttingen 2014.